# Khantia-Mansia

Cờ

Huy hiệu

Khu tự trị Khanty-Mansi (tiếng Nga:Ха́нты-Манси́йский автоно́мный о́круг — Югра́, Khanty-Mansiysky avtonomny okrug – Yugra) là một chủ thể liên bang của Nga (một khu tự trị). Trung tâm hành chính là Khanty-Mansiysk. Khantia-Mansia ở phía đông dãy núi Ural, trong vùng Tây Sibir. Nó giáp với Vùng tự trị Yamalo-Nenets về phía bắc, Cộng hòa Komi về phía tây bắc, tỉnh Sverdlovsk về phía tây, tỉnh Tyumen về phía nam, tỉnh Tomsk về phía nam và tây nam và Krasnoyarsk Krai về phía đông.

## Hành chính

Hành chính Khu tự trị Khanty-Mansi

- Beloyarsky
- Beryozovsky
- Khanty-Mansiysky
- Kondinsky
- Nefteyugansky
- Nizhnevartovsky
- Oktyabrsky
- Sovetsky
- Surgutsky
- Khanty-Mansiysk
- Surgut

## Liên kết
- Official website of Khanty-Mansiysk Autonomous Okrug-Ugra Lưu trữ ngày 25 tháng 2 năm 2012 tại Wayback Machine
- The official website of the public authorities Khanty-Mansi Autonomous Okrug  Lưu trữ ngày 14 tháng 10 năm 2016 tại Wayback Machine (tiếng Nga) (tiếng Anh)
- Official site Duma Khanty-Mansi Autonomous Okrug  (tiếng Nga)